# Vuelta a la Comunidad Valenciana 2016
La 67.ª edición del Vuelta a la Comunidad Valenciana, fue una carrera de ciclismo en ruta por etapas que se celebró entre el 3 y el 7 de febrero de 2016 en España.
La carrera formó parte del UCI Europe Tour 2016, dentro de la categoría 2.1.
El ganador final fue Wout Poels quien fue el dominador de la prueba al hacerse con dos etapas (la 1.ª y la 5.ª, liderando la carrera de principio a fin) y con la clasificaciones por regularidad, montaña y combinada. Le acompañaron en el podio Luis León Sánchez y Beñat Intxausti, respectivamente.
En la otra clasificación secundaria se impuso el Sky (equipos) en gran parte gracias a la ventaja obtenida por su corredores Poels e Intxausti.

## Equipos participantes
Tomaron parte en la carrera 25 equipos. El único equipo español 2 de categoría UCI ProTeam; el único de categoría Profesional Continental; los 2 de categoría Continental; y la Selección de España. En cuanto a representación extranjera, estuvieron 19 equipos: 7 ProTeam, 8 Profesionales Continentales y 5 Continentales. Formando así un pelotón de 191 ciclistas, con 8 corredores cada equipo (excepto el  D'Amico-Bottecchia, Kinan y CCC Sprandi Polkowice que salieron con 7 y el Wanty-Groupe Gobert, GM Europa Ovini y Southeast-Venezuela que salieron con 6), de los que acabaron 178 Los equipos participantes fueron:
| Equipo                        | Cód. UCI | Categoría               |
| ----------------------------- | -------- | ----------------------- |
| Team Katusha                  | KAT      | UCI ProTeam             |
| Movistar Team                 | MOV      | UCI ProTeam             |
| Team Sky                      | SKY      | UCI ProTeam             |
| Etixx-Quick Step              | EQS      | UCI ProTeam             |
| Astana Pro Team               | AST      | UCI ProTeam             |
| Team LottoNL-Jumbo            | TLJ      | UCI ProTeam             |
| Cannondale Pro Cycling Team   | CPT      | UCI ProTeam             |
| IAM Cycling                   | IAM      | UCI ProTeam             |
| Cofidis, Solutions Crédits    | COF      | Profesional Continental |
| Roompot Oranje Peloton        | ROP      | Profesional Continental |
| Bardiani CSF                  | BAR      | Profesional Continental |
| Burgos-BH                     | BUR      | Continental             |
| Caja Rural-Seguros RGA        | CJR      | Profesional Continental |
| Team Roth                     | ROT      | Profesional Continental |
| Wanty-Groupe Gobert           | WGG      | Profesional Continental |
| Gazprom-RusVelo               | GAZ      | Profesional Continental |
| Euskadi Basque Country-Murias | EUS      | Continental             |
| Kinan Cycling Team            | KIN      | Continental             |
| CCC Sprandi Polkowice         | CCC      | Profesional Continental |
| GM Europa Ovini               | GME      | Continental             |
| Southeast-Venezuela           | STH      | Profesional Continental |
| Selección de España           |          | Selección nacional      |
| D'Amico-Bottecchia            | AZT      | Continental             |
| Tusnad Cycling Team           | TCT      | Continental             |
| Lokosphinx                    | LOK      | Continental             |

## Etapas
| Etapa     | Fecha    | Recorrido                      | type                    | Distancia (km) | Ganador           | Líder      |
| --------- | -------- | ------------------------------ | ----------------------- | -------------- | ----------------- | ---------- |
| 1.ª etapa | 3 de feb | Benicasim – Oropesa del Mar    | contrarreloj individual | 16,6           | Wout Poels        | Wout Poels |
| 2.ª etapa | 4 de feb | Castellón de la Plana – Fredes | etapa de media montaña  | 163,3          | Daniel Martin     | Wout Poels |
| 3.ª etapa | 5 de feb | Sagunto – Alcira               | etapa llana             | 173,5          | Dylan Groenewegen | Wout Poels |
| 4.ª etapa | 6 de feb | Orihuela – Xorret de Catí      | etapa de montaña        | 141,3          | Wout Poels        | Wout Poels |
| 5.ª etapa | 7 de feb | Valencia – Valencia            | etapa llana             | 105            | Stijn Vandenbergh | Wout Poels |

### Etapa 1
Los resultados de la primera etapa fueron:
|   | Ciclista          | Equipo   | Tiempo      |
| - | ----------------- | -------- | ----------- |
| 1 | Wout Poels        | Sky      | 22 min 34 s |
| 2 | Luis León Sánchez | Astana   | a 15 s      |
| 3 | Vasil Kiryienka   | Sky      | a 21 s      |
| 4 | Diego Rosa        | Astana   | a 22 s      |
| 5 | Jesús Herrada     | Movistar | a 26 s      |

|   | Ciclista          | Equipo   | Tiempo      |
| - | ----------------- | -------- | ----------- |
| 1 | Wout Poels        | Sky      | 22 min 34 s |
| 2 | Luis León Sánchez | Astana   | a 15 s      |
| 3 | Vasil Kiryienka   | Sky      | a 21 s      |
| 4 | Diego Rosa        | Astana   | a 22 s      |
| 5 | Jesús Herrada     | Movistar | a 26 s      |

### Etapa 2
Los resultados de la segunda etapa fueron:
|   | Ciclista        | Equipo           | Tiempo          |
| - | --------------- | ---------------- | --------------- |
| 1 | Daniel Martin   | Etixx-Quick Step | 4 h 10 min 06 s |
| 2 | Jesús Herrada   | Movistar         | a 2 s           |
| 3 | Wout Poels      | Sky              | m.t.            |
| 4 | Beñat Intxausti | Sky              | m.t.            |
| 5 | Tom Slagter     | Cannondale       | m.t.            |

|   | Ciclista          | Equipo           | Tiempo          |
| - | ----------------- | ---------------- | --------------- |
| 1 | Wout Poels        | Sky              | 4 h 32 min 42 s |
| 2 | Luis León Sánchez | Astana           | a 15 s          |
| 3 | Diego Rosa        | Astana           | a 22 s          |
| 4 | Jesús Herrada     | Movistar         | a 26 s          |
| 5 | Bob Jungels       | Etixx-Quick Step | a 27 s          |

### Etapa 3
Los resultados de la tercera etapa fueron:
|   | Ciclista          | Equipo                     | Tiempo          |
| - | ----------------- | -------------------------- | --------------- |
| 1 | Dylan Groenewegen | LottoNL-Jumbo              | 4 h 04 min 12 s |
| 2 | Nacer Bouhanni    | Cofidis, Solutions Crédits | m.t.            |
| 3 | Alexander Porsev  | Katusha                    | m.t.            |
| 4 | Tom Boonen        | Etixx-Quick Step           | m.t.            |
| 5 | Raymond Kreder    | Roompot-Oranje             | m.t.            |

|   | Ciclista          | Equipo           | Tiempo          |
| - | ----------------- | ---------------- | --------------- |
| 1 | Wout Poels        | Sky              | 8 h 36 min 54 s |
| 2 | Luis León Sánchez | Astana           | a 15 s          |
| 3 | Diego Rosa        | Astana           | a 22 s          |
| 4 | Jesús Herrada     | Movistar         | a 26 s          |
| 5 | Bob Jungels       | Etixx-Quick Step | a 27 s          |

### Etapa 4
Los resultados de la cuarta etapa fueron:
|   | Ciclista        | Equipo                     | Tiempo          |
| - | --------------- | -------------------------- | --------------- |
| 1 | Wout Poels      | Sky                        | 3 h 26 min 32 s |
| 2 | Beñat Intxausti | Sky                        | a 23 s          |
| 3 | Ion Izagirre    | Movistar                   | m.t.            |
| 4 | Fabio Aru       | Astana                     | a 25 s          |
| 5 | Daniel Navarro  | Cofidis, Solutions Crédits | m.t.            |

|   | Ciclista          | Equipo   | Tiempo           |
| - | ----------------- | -------- | ---------------- |
| 1 | Wout Poels        | Sky      | 12 h 03 min 26 s |
| 2 | Luis León Sánchez | Astana   | a 46 s           |
| 3 | Beñat Intxausti   | Sky      | a 56 s           |
| 4 | Ion Izagirre      | Movistar | a 1 min 01 s     |
| 5 | Javier Moreno     | Movistar | a 1 min 10 s     |

### Etapa 5
Los resultados de la quinta etapa fueron:
|   | Ciclista            | Equipo                     | Tiempo          |
| - | ------------------- | -------------------------- | --------------- |
| 1 | Stijn Vandenbergh   | Etixx-Quick Step           | 2 h 12 min 25 s |
| 2 | Dylan Groenewegen   | LottoNL-Jumbo              | m.t.            |
| 3 | Raymond Kreder      | Roompot-Oranje             | m.t.            |
| 4 | Nacer Bouhanni      | Cofidis, Solutions Crédits | m.t.            |
| 5 | Jonas Van Genechten | IAM                        | m.t.            |

|   | Ciclista          | Equipo   | Tiempo           |
| - | ----------------- | -------- | ---------------- |
| 1 | Wout Poels        | Sky      | 14 h 15 min 51 s |
| 2 | Luis León Sánchez | Astana   | a 46 s           |
| 3 | Beñat Intxausti   | Sky      | a 56 s           |
| 4 | Ion Izagirre      | Movistar | a 1 min 01 s     |
| 5 | Javier Moreno     | Movistar | a 1 min 10 s     |

## Clasificaciones finales
- Las clasificaciones finalizaron de la siguiente forma:[2]

### Clasificación general
| Posición | Ciclista          | Equipo                     | Tiempo           |
| -------- | ----------------- | -------------------------- | ---------------- |
|          | Wout Poels        | Sky                        | 14 h 15 min 51 s |
| 2.º      | Luis León Sánchez | Astana                     | a 46 s           |
| 3.º      | Beñat Intxausti   | Sky                        | a 56 s           |
| 4.º      | Ion Izagirre      | Movistar                   | a 1 m 01 s       |
| 5.º      | Javier Moreno     | Movistar                   | a 1 m 10 s       |
| 6.º      | Fabio Aru         | Astana                     | a 1 m 26 s       |
| 7.º      | Diego Rosa        | Astana                     | a 1 m 27 s       |
| 8.º      | Jesús Herrada     | Movistar                   | a 1 m 31 s       |
| 9.º      | Daniel Navarro    | Cofidis, Solutions Crédits | a 1 m 34 s       |
| 10.º     | Leopold König     | Sky                        | a 1 m 50 s       |

### Clasificación de la regularidad
| Posición | Ciclista          | Equipo        | Puntos |
| -------- | ----------------- | ------------- | ------ |
|          | Wout Poels        | Sky           | 68     |
| 2.º      | Dylan Groenewegen | LottoNL-Jumbo | 45     |
| 3.º      | Luis León Sánchez | Astana        | 39     |
| 4.º      | Beñat Intxausti   | Sky           | 37     |
| 5.º      | Jesús Herrada     | Movistar      | 36     |

### Clasificación de la montaña
| Posición | Ciclista        | Equipo           | Puntos |
| -------- | --------------- | ---------------- | ------ |
|          | Wout Poels      | Sky              | 19     |
| 2.º      | Aitor González  | Euskadi-Murias   | 12     |
| 3.º      | Daniel Martin   | Etixx-Quick Step | 10     |
| 4.º      | Beñat Intxausti | Sky              | 10     |
| 5.º      | Jesús Herrada   | Movistar         | 9      |

### Clasificación de la combinada
| Posición | Ciclista        | Equipo   | Puntos |
| -------- | --------------- | -------- | ------ |
|          | Wout Poels      | Sky      | 3      |
| 2.º      | Beñat Intxausti | Sky      | 11     |
| 3.º      | Jesús Herrada   | Movistar | 18     |

### Clasificación por equipos
| Posición | Equipo           | Tiempo           |
| -------- | ---------------- | ---------------- |
|          | Sky              | 42 h 50 min 07 s |
| 2.º      | Astana           | a 59 s           |
| 3.º      | Movistar         | a 1 min 00 s     |
| 4.º      | Etixx-Quick Step | a 3 min 16 s     |
| 5.º      | Cannondale       | a 4 min 06s      |

## Evolución de las clasificaciones
| Etapa (Vencedor)              | Clasificación general | Clasificación de la regularidad | Clasificación de la montaña | Clasificación de la combinada | Clasificación por equipos |
| ----------------------------- | --------------------- | ------------------------------- | --------------------------- | ----------------------------- | ------------------------- |
| 1.ª etapa (CRI) (Wout Poels)  | Wout Poels            | Wout Poels                      | Wout Poels                  | Wout Poels                    | Sky                       |
| 2.ª etapa (Daniel Martin)     | Wout Poels            | Wout Poels                      | Daniel Martin               | Wout Poels                    | Sky                       |
| 3.ª etapa (Dylan Groenewegen) | Wout Poels            | Wout Poels                      | Daniel Martin               | Wout Poels                    | Sky                       |
| 4.ª etapa (Wout Poels)        | Wout Poels            | Wout Poels                      | Wout Poels                  | Wout Poels                    | Sky                       |
| 5.ª etapa (Stijn Vandenbergh) | Wout Poels            | Wout Poels                      | Wout Poels                  | Wout Poels                    | Sky                       |
| Final                         | Wout Poels            | Wout Poels                      | Wout Poels                  | Wout Poels                    | Sky                       |